# 拉恩坎塔達 (查格雷斯區)
拉恩坎塔達（西班牙語：La Encantada），是巴拿馬的城鎮，位於該國中部，由科隆省的查格雷斯區負責管轄，面積134.5平方公里，海拔高度14米，2010年人口2,561，人口密度每平方公里19人。